# 8406 Iwaokusano
8406 Iwaokusano este un asteroid din centura principală de asteroizi.

## Descriere
8406 Iwaokusano este un asteroid din centura principală de asteroizi. A fost descoperit pe 20 aprilie 1995 la Kitami de Kin Endate și Kazuro Watanabe. Asteroidul prezintă o orbită caracterizată de o semiaxă mare de 2,38 ua, o excentricitate de 0,15 și o înclinație de 1,6° în raport cu ecliptica.